# La estanquera de Vallecas
La estanquera de Vallecas es una película española de 1987 dirigida por Eloy de la Iglesia. Basada en la obra teatral homónima de José Luis Alonso de Santos se trata de una de las películas más populares y recordadas del director vasco.

## Sinopsis
Leandro (José Luis Gómez), un albañil en paro, y Tocho (José Luis Manzano), un chaval amigo suyo, entran en un estanco del barrio madrileño de Vallecas con intención de perpetrar un atraco sin tener los conocimientos, experiencia ni pericia adecuada. La inesperada reacción de la señora Justa (Emma Penella), propietaria del estanco, que se encuentra en el interior junto a su sobrina Ángeles (Maribel Verdú) frustra el atraco. Los vecinos del barrio, en el exterior, al darse cuenta de lo que sucede gritan y amenazan a los asaltantes a quienes no les queda más remedio que atrancar la puerta del local. Alertada por los vecinos llega la policía y, tras desalojar la plaza, ésta toma posiciones en espera de acontecimientos. En el interior del estanco el enfrentamiento entre los dos amigos y sus "rehenes", la estanquera y su sobrina, va relajándose. Una incipiente simpatía surge entre ellos mientras en el exterior la tensión va en aumento.

## Reparto
| Actor                       | Personaje              |
| --------------------------- | ---------------------- |
| José Luis Gómez             | Leandro                |
| José Luis Manzano           | Tocho                  |
| Emma Penella                | Doña Justa             |
| Maribel Verdú               | Ángeles                |
| Fernando Guillén            | Maldonado              |
| Jesús Puente                | El comisario           |
| Antonio Gamero              | El sargento            |
| Antonio Iranzo              | Don Julián             |
| Tina Sainz                  | Cuñada                 |
| José Luis Fernández "Pirri" | Vecino joven en balcón |
| Simón Andreu                | Gobernador             |

## Banda sonora
La película incluye el pasodoble Suspiros de España interpretado por Lolita Sevilla y el tema Vallecas compuesto por el actor y músico Patxi Andión.